# فرودگاه چرنیهیف شستویتسا
فرودگاه چرنیهیف شستویتسا (به انگلیسی: Chernihiv Shestovitsa Airport) یک فرودگاه همگانی با کد یاتا CEJ است که یک باند فرود آسفالت دارد و طول باند آن ۲۲۰۰ متر است. این فرودگاه در شهر چرنیهیف کشور اوکراین قرار دارد و در ارتفاع ۱۳۶ متری از سطح دریا واقع شده‌است.